# Treuer Funktor
Treue Funktoren und die hier ebenfalls zu besprechenden vollen und volltreuen Funktoren, die eng damit zusammenhängen, sind in der mathematischen Theorie der Kategorientheorie betrachtete Funktoren mit speziellen Eigenschaften.

## Definitionen
Sei {\displaystyle T\colon {\mathcal {C}}\rightarrow {\mathcal {D}}} ein Funktor zwischen zwei Kategorien {\displaystyle {\mathcal {C}}} und {\displaystyle {\mathcal {D}}}. Ein solcher Funktor ordnet definitionsgemäß jedem Objekt {\displaystyle X\in \operatorname {Ob} ({\mathcal {C}})} und jedem Morphismus {\displaystyle f\colon X\rightarrow Y} aus {\displaystyle \operatorname {Mor} _{\mathcal {C}}(X,Y)}, wobei {\displaystyle X} und {\displaystyle Y} Objekte aus {\displaystyle {\mathcal {C}}} seien, ein Objekt {\displaystyle T(X)\in \operatorname {Ob} ({\mathcal {D}})} beziehungsweise einen Morphismus {\displaystyle T(f)\in \operatorname {Mor} _{\mathcal {D}}(T(X),T(Y))} zu, wobei gewisse Verträglichkeitsbedingungen erfüllt sind.
Zu jedem Paar {\displaystyle (X,Y)} von Objekten aus {\displaystyle {\mathcal {C}}} hat man (im Falle von lokal kleinen Kategorien) eine Abbildung
{\displaystyle T_{X,Y}\colon \operatorname {Mor} _{\mathcal {C}}(X,Y)\,\rightarrow \,\operatorname {Mor} _{\mathcal {D}}(T(X),T(Y)),\,f\mapsto T(f).}
Man nennt den Funktor {\displaystyle T} treu (bzw. voll bzw. volltreu), wenn die Abbildungen {\displaystyle T_{X,Y}} für jedes Paar {\displaystyle (X,Y)} von Objekten aus {\displaystyle {\mathcal {C}}} injektiv (bzw. surjektiv bzw. bijektiv) sind. An Stelle von volltreu findet man auch die Bezeichnung völlig treu.

## Einbettungen
Ist {\displaystyle T\colon {\mathcal {C}}\rightarrow {\mathcal {D}}} ein Funktor, so beziehen sich die Begriffe treu, voll und volltreu nur auf Morphismenmengen zwischen je zwei Objekten, sie beziehen sich nicht auf die Klassen aller Objekte bzw. aller Morphismen, insbesondere sagt die Treue des Funktors {\displaystyle T} nicht notwendigerweise aus, dass eine der Abbildungen
{\displaystyle T_{\text{Ob}}\colon \operatorname {Ob} ({\mathcal {C}})\rightarrow \operatorname {Ob} ({\mathcal {D}}),\,X\mapsto T(X),}
{\displaystyle T_{\text{Mor}}\colon \operatorname {Mor} ({\mathcal {C}})\rightarrow \operatorname {Mor} ({\mathcal {D}}),\,f\mapsto T(f)}
injektiv ist.
Um den Zusammenhang dieser Begriffe und die Verwendung obiger Definitionen zu beleuchten, wird hier die folgende einfache Aussage bewiesen:
- Wenn der Funktor {\displaystyle T} treu ist, so ist {\displaystyle T_{\text{Ob}}} genau dann injektiv, wenn {\displaystyle T_{\text{Mor}}} injektiv ist.

Ist {\displaystyle T_{\text{Mor}}} injektiv und sind {\displaystyle X,Y\in \operatorname {Ob} ({\mathcal {C}})} mit {\displaystyle T(X)=T(Y)}, so folgt {\displaystyle T(\operatorname {id} _{X})=\operatorname {id} _{T(X)}=\operatorname {id} _{T(Y)}=T(\operatorname {id} _{Y})}, also nach Voraussetzung {\displaystyle \operatorname {id} _{X}=\operatorname {id} _{Y}} und damit {\displaystyle X=Y}. Daher ist {\displaystyle T_{\text{Ob}}} injektiv.
Sei nun umgekehrt {\displaystyle T_{\text{Ob}}} injektiv, und seien {\displaystyle f,g\in \operatorname {Mor} ({\mathcal {C}})} mit {\displaystyle T(f)=T(g)}. Es ist {\displaystyle f=g} zu zeigen. Zu den Morphismen {\displaystyle f} und {\displaystyle g} gehören Objekte {\displaystyle X_{1},X_{2},Y_{1},Y_{2}} aus der Kategorie {\displaystyle {\mathcal {C}}} mit {\displaystyle f\colon X_{1}\rightarrow Y_{1}} und {\displaystyle g\colon X_{2}\rightarrow Y_{2}}. Aus {\displaystyle T(f)=T(g)} folgt {\displaystyle T(X_{1})=T(X_{2})} und {\displaystyle T(Y_{1})=T(Y_{2})}. Weil {\displaystyle T_{\text{Ob}}} nach Voraussetzung injektiv ist, erhalten wir {\displaystyle X_{1}=X_{2}} und {\displaystyle Y_{1}=Y_{2}}. Daher ist {\displaystyle T_{X_{1},Y_{1}}(f)=Tf=Tg=T_{X_{1},Y_{1}}(g)} und die Treue von {\displaystyle T} liefert, wie gewünscht, {\displaystyle f=g}.
Man nennt einen Funktor {\displaystyle T} eine Einbettung, wenn {\displaystyle T_{\text{Mor}}} injektiv ist. Für einen treuen Funktor ist die Einbettungseigenschaft nach Obigem äquivalent zur Injektivität von {\displaystyle T_{\text{Ob}}}.
Ist der Funktor {\displaystyle T\colon {\mathcal {C}}\rightarrow {\mathcal {D}}} eine Einbettung, so bilden die Objekte {\displaystyle T(X),X\in \operatorname {Ob} ({\mathcal {C}})} mit den Morphismen {\displaystyle T(f),f\in \operatorname {Mor} ({\mathcal {C}})}, eine Unterkategorie von {\displaystyle {\mathcal {D}}}, die mit {\displaystyle T({\mathcal {C}})} bezeichnet wird. Da das für beliebige Funktoren, die keine Einbettungen sind, im Allgemeinen nicht der Fall ist, spielen Einbettungen eine wichtige Rolle in der Kategorientheorie.

## Volltreue Funktoren
Ist der Funktor {\displaystyle T\colon {\mathcal {C}}\rightarrow {\mathcal {D}}} eine Einbettung, und ist {\displaystyle T} ein voller Funktor, so ist {\displaystyle T({\mathcal {C}})} eine volle Unterkategorie von {\displaystyle {\mathcal {D}}}. Dies motiviert die Bezeichnung voller Funktor in obigen Definitionen. Ist also {\displaystyle T} ein volltreuer Funktor, so dass {\displaystyle T_{\text{Ob}}} injektiv ist, so definiert {\displaystyle T} eine Einbettung auf eine volle Unterkategorie.
Volltreue Funktoren sind auch wegen der folgenden Aussage wichtig für die Kategorientheorie:
- Seien {\displaystyle T\colon {\mathcal {C}}\rightarrow {\mathcal {D}}} ein volltreuer Funktor und {\displaystyle f\colon X\rightarrow Y} ein Morphismus der Kategorie {\displaystyle {\mathcal {C}}}. Dann gilt: {\displaystyle f} ist Isomorphismus {\displaystyle \Leftrightarrow } {\displaystyle Tf} ist Isomorphismus.

Die Richtung von links nach rechts ist sehr einfach. Ist nämlich {\displaystyle f} Isomorphismus, so gibt es definitionsgemäß einen weiteren Morphismus  {\displaystyle g\colon Y\rightarrow X} mit  {\displaystyle fg=\operatorname {id} _{Y}} und {\displaystyle gf=\operatorname {id} _{X}}. Da {\displaystyle T} Funktor ist, folgt {\displaystyle T(f)\circ T(g)=T(fg)=T(\operatorname {id} _{Y})=\operatorname {id} _{T(Y)}} und genauso {\displaystyle T(g)\circ T(f)=\operatorname {id} _{T(X)}}, das heißt, {\displaystyle T(f)} ist ein Isomorphismus.
Die Volltreue wird für die Umkehrung benötigt. Ist nämlich {\displaystyle T(f)\colon T(X)\rightarrow T(Y)} ein Isomorphismus, so gibt es einen Morphismus {\displaystyle w\colon T(Y)\rightarrow T(X)} mit {\displaystyle T(f)\circ w=\operatorname {id} _{T(Y)}} und {\displaystyle w\circ T(f)=\operatorname {id} _{T(X)}}. Da {\displaystyle T} voll ist, gibt es einen Morphismus  {\displaystyle g\colon Y\rightarrow X} mit {\displaystyle T(g)=w}. Dann folgt  {\displaystyle T(fg)=T(f)\circ T(g)=T(f)\circ w=\operatorname {id} _{T(Y)}=T(\operatorname {id} _{Y})} und genauso {\displaystyle T(gf)=T(\operatorname {id} _{X})}. Wegen der Treue von {\displaystyle T} folgt nun {\displaystyle fg=\operatorname {id} _{Y}} und {\displaystyle gf=\operatorname {id} _{X}}, das heißt, {\displaystyle f} ist ein Isomorphismus.